# Никола Дедовић
Никола Дедовић (Београд, 25. јануар 1992) српски је ватерполиста.

## Биографија
Поникао је у београдском Партизану, са којим је освојио куп Србије, Евро Интерлигу и ЛЕН Лигу шампиона. Прешао је у крагујевачки клуб Раднички у лето 2014. године.
У фебруару 2015. потписао је уговор са малтешким клубом Слијема. Након тога је потписао уговор са ријечким Приморјем. Од 2016. године наступа за немачки Шпандау 04.
Члан је ватерполо репрезентације Србије. Уврштен је на списак за Олимпијске игре 2020 (одржавају се 2021) у Токију. Освојио је на Олимпијским играма у Токију 2020. године златну медаљу са репрезентацијом Србије, која је у финалу победила Грчку са 13:10.
Освојио је још једну златну медаљу са репрезентацијом Србије на Олимпијским играма у Паризу 2024. године, у финалу Србија је победила Хрватску са 13:11.